# Carlos Abellán
Carlos Abellán Ossenbach (Madrid, 1 maart 1983) is een voormalig Spaans wielrenner.
Abellán reed in 2004 en 2005 voor het beloftenteam van Liberty Seguros-Würth, waar hij zich liet opmerken en zo een profcontract tekende bij dit team. Ten gevolge van een dopingschandaal trokken beide sponsors zich in mei 2006 terug en ging het team verder onder de naam Astana. Abellán reed het seizoen 2006 nog uit, maar kreeg dan geen contractverlenging meer, zodat hij eind 2006 al zijn profloopbaan beëindigde.

## Belangrijkste overwinningen
2005
- Clasica San Rokillo

Abellán ·
Baranowski · 
Barredo · 
Bazajev ·
Beloki ·
Caruso · 
Contador ·
Davis ·
de Kort ·
Etxebarria ·
Jakovlev ·
Jaksche ·
Kasjetsjkin ·
Kemps ·
Navarro ·
Nozal ·  
A. Osa · 
U. Osa ·
Paulinho ·
Ramírez ·
Redondo ·  
Rojas ·
E. Sánchez ·
L. L. Sánchez ·
Santos ·
Scarponi ·
Serrano ·
Vicioso ·
Vinokoerov